# Joana Ramos
Joana Isabel Ventura Ramos, née le 16 janvier 1982 à Coimbra, est une judokate portugaise qui s'illustre dans la catégorie des moins de 52 kg (poids mi-légers), évoluant dans le club du Sporting Clube de Portugal.

## Carrière
Joana Ramos remporte la médaille d'argent aux championnats d'Europe de judo 2011 à Istanbul, battue en finale par la Française Pénélope Bonna.
Elle est qualifiée pour les Jeux olympiques d'été de 2012 et dispute également les Jeux olympiques d'été de 2016.
Elle est médaillée de bronze des moins de 52 kg aux Championnats d'Europe de judo 2017.